# ANIMAL
「ANIMAL」（アニマル）は、日本の音楽ユニット、GENERATIONS from EXILE TRIBEの楽曲で、通算2枚目のシングルとして2013年1月30日にrhythm zoneから発売された。

## 概要
- 前作「BRAVE IT OUT」より約2ヶ月ぶりのシングル。今作からGENERATIONS from EXILE TRIBE名義での発売となる。前作同様「CD+DVD」「CDのみ」「ワンコインシングル」の3形態で発売。ジャケットデザインはそれぞれ異なる。また、全形態の初回盤にはロゴステッカーを封入[5]。
- CDには、表題曲と夢者修行などで披露されていた「今、風になって」の全2曲4ヴァージョンを収録。DVDには表題曲のMusic Videoと、2012年12月に行われた「三代目J Soul Brothers LIVE TOUR 2012 0〜ZERO〜」のさいたまスーパーアリーナ公演にて披露された「BRAVE IT OUT」のライブ映像を収録。
- 表題曲の英語詞ヴァージョン「ANIMAL (English version)」が、次作の「Love You More」に収録されている。

## 収録曲

### CD+DVD
CD
1. ANIMAL [3:46]
作詞：SUNNY BOY、作曲：Erik Lidbom・Jon Hallgren、編曲：Erik Lidbom
  - テレビ朝日系『お願い!ランキング』1月度エンディングテーマ
2. 今、風になって [4:24]
作詞：ARIKA、作曲・編曲：Pochi
3. ANIMAL（Instrumental）
4. 今、風になって（Instrumental）

DVD
1. ANIMAL (Music Video)
2. BRAVE IT OUT (LIVE) ※三代目 J Soul Brothers LIVE TOUR 2012 「0～ZERO～」 @ SAITAMA SUPER ARENA

### CDのみ
CD
1. ANIMAL
2. 今、風になって
3. ANIMAL（Instrumental）
4. 今、風になって（Instrumental）

### ワンコインシングル
CD
1. ANIMAL